# Odžinci
Odžinci (cyr. Оџинци) – wieś w Bośni i Hercegowinie, w Republice Serbskiej, w gminie Kozarska Dubica. W 2013 roku liczyła 75 mieszkańców.